# Gais HK
Gais HK var en sektion för ishockey inom idrottsklubben Gais i Göteborg, senare också en egen ishockeyklubb, separat från Gais. Klubben var verksam 1954–1968. Verksamheten startade i och med att Ullevi den 8 december 1954 fick Sveriges andra konstfrusna isbana. Laget var Göteborgs första i Sveriges högsta serie i ishockey, där man spelade säsongerna 1957/1958 och 1960/1961. Efter att man säsongen 1967/1968 slutat sist i Division II, Södra B beslutade man om nedläggning.

## Historia

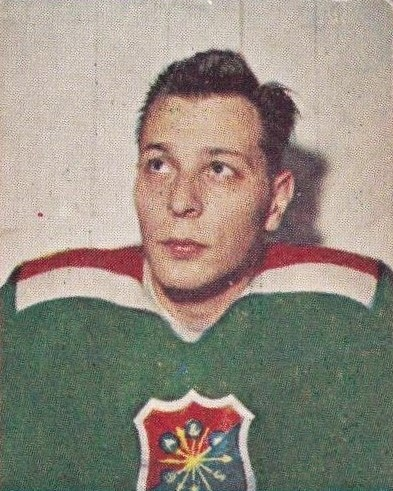
Kjell Adrian var en av klubbens första stjärnor.

Initiativtagaren till Gais ishockeysektion, Bertil Rönnberg, lyckades 1954 med att få Svenska ishockeyförbundet att godkänna att Uddens IF slogs samman med Gais. Följden blev att Gais kunde börja spela i motsvarande division 4. Sedan gick det spikrakt upp för Gais som nådde högsta serien efter bara 3 år, ett rekord som inte går att tangera. Säsongen 1957/1958 spelade man således i högsta serien, men hamnade på nedflyttningsplats vilket innebar att Gais fick återvända till lägre divisioner. Efter några säsongers frånvaro återvände dock Gais till högsta serien igen säsongen 1960/1961. Denna säsong blev inte mycket bättre än den förra och denna gång slutade Gais sist och blev degraderade igen. Det var Gais sista sejour i ishockeyns högsta serie. Därefter följde spel i de lägre divisionerna och såväl sportsliga som ekonomiska bekymmer, något som till slut ledde till att man säsongen 1967/1968 beslutade sig för att lägga ner verksamheten. Detta trots att Gais HK sedan 1965 varit en egen fristående hockeyklubb, skild från moderklubben.

## Säsonger
Nedan en sammanställning över Gais säsonger i ishockeyns seriespel.
| Säsong    | Division                         | Placering | Kval/upp-/nerflyttning        |      |
| Gais      | Gais                             | Gais      | Gais                          | Gais |
| --------- | -------------------------------- | --------- | ----------------------------- | ---- |
| 1954/1955 | Göteborgsserien Klass I          | 1         | uppflyttade                   |      |
| 1955/1956 | Division III Västsvenska Södra A | 1         | uppflyttade                   |      |
| 1956/1957 | Division II Västra B             | 1         | 2:a i kvalserien, uppflyttade |      |
| 1957/1958 | Division I Södra                 | 8         | nerflyttade                   |      |
| 1958/1959 | Division II Västra B             | 1         | 4:a i kvalserien              |      |
| 1959/1960 | Division II Västra B             | 1         | 2:a i kvalserien, uppflyttade |      |
| 1960/1961 | Division I Södra                 | 7         | nerflyttade                   |      |
| 1961/1962 | Division II Södra B              | 7         |                               |      |
| 1962/1963 | Division II Västra B             | 6         |                               |      |
| 1963/1964 | Division II Västra B             | 5         |                               |      |
| 1964/1965 | Division II Västra B             | 5         |                               |      |
| Gais HK   |                                  |           |                               |      |
| 1965/1966 | Division II Södra B              | 10        | nerflyttade                   |      |
| 1966/1967 | Division III Södra Västsvenska C | 1         | uppflyttade                   |      |
| 1967/1968 | Division II Södra B              | 12        | nerflyttade                   |      |

## Hedersmakrillar
Gais supporterklubb Makrillarna delade 1961–1967 ut priset Hedersmakrillen till den bästa spelaren i laget.
- 1961 – Bo Hagstrand
- 1962 – Bertil Pekkari
- 1963 – Lars Jonell
- 1964 – Juha Widing
- 1965 – Gunnar Granlund
- 1966 – Gordie Garant
- 1967 – Gunder Högström